# Zajednička arterija glave
Zajednička arterija glave (lat. arteria carotis communis) parna je krvna žila koja oksigeniranom, odnosno krvlju bogatom kisikom i hranjivim tvarima, opskrbljuje glavu i vrat. Poznata je i kao zajednička karotidna arterija.
Lijeva zajednička arterija glave polazi izravno s luka aorte (lat. arcus aortae), dok desna zajednička arterija polazi s ručnoglavenog arterijskog stabla (lat. truncus barchiocephalicus). Zajednička arterija glave i vrata, u vratu se dijeli u završne grane, vanjsku arteriju glave (lat. arteria carotis externa) i unutarnju arteriju glave (lat. arteria carotis interna), te najčešće ne daje nikakve postranične grane.

## Karotida
Karotida (lat. arteria carotis) kolokvijalan je pojam koji se odnosi na parnu vratnu krvnu žilu, odnosno arteriju, koja opskrbljuje pripadnu polovicu glave i vrata.
Riječ „karotida” etimološki potječe od starogrčke riječi karōtídes koja se prevodi kao „padanje u duboki san” ili „omamljenost”, a naziv je dao antički liječnik Galen koji je otkrio da stiskanje vratnih arterija izaziva spomenute senzacije.